# ゆめタウン久留米
ゆめタウン久留米（ゆめタウンくるめ）は、2003年（平成15年）9月4日に開業した福岡県久留米市にある株式会社イズミのショッピングセンターである。施設面積41353㎡、駐車場収容台数4,000台共、福岡県内で最大級の規模を誇る。 

## 概要
- 営業時間：9:30-22:00（夏季などは23:00まで）

### 売上高
- 213億円（2008年度当時）

ゆめタウンにおける九州エリアで第1位の店舗。（ゆめタウン売上上位店舗を参照）

## 主なテナント

### 1階
- ニトリ
- ゼビオ
- エクセル
- 無印良品
- マクドナルド
- ケンタッキーフライドチキン
- スターバックスコーヒー
- ミスタードーナツ
- 西日本シティ銀行

### 2階
- タワーレコード
- 紀伊國屋書店
- ダイソー
- ロフト
- トイザらス
- グローバルワーク
- ブランシェス
- ナムコ
- 島村楽器
- 武田メガネ

### 近隣
- T・ジョイ久留米
- 楽市街道久留米店
- ドン・キホーテ楽市楽座久留米店

## 交通アクセス
自動車
- 久留米ICから
  - 降りた後、国道322号線を国道210号線方面へ直進。そのあと野々下交差点で左折し、国道210号線をそのまま直進。右手にある。
- 久留米市西部から
  - 国道3号線の東櫛原交差点を右折し、国道210号線を東方面へ直進。そのあと左手に見えてくる。
- 久留米市東部から
  - 国道210号線の筑水高校前交差点を右折し、国道210号線を西方面へ直進。そのあと右手に見えてくる。

鉄道
- 西日本鉄道
  - 宮の陣駅から徒歩、または西鉄久留米駅で下記のバスに乗車。
- JR九州
  - 久留米大学前駅より徒歩。

バス
- 西鉄久留米駅併設のバスセンター2番乗り場から、ゆめタウン久留米までシャトルバスを運行している。運賃は190円。
- 23番のバスに乗車し、土木事務所前で下車。